# Dionysius Exiguus
Dionysius Exiguus (ca. 470-544) var romersk munk og abbed, der oprindelig var skytisk. Han var desuden en matematiker, og er især kendt for at have introduceret den kristne tidsregning med udgangspunkt i tidspunktet for Kristi fødsel ("før Kristi fødsel" og "efter Kristi fødsel"), som stadig bruges i dag.

## Baggrund
Dionysius blev født i Scythia Minor (nuværende Dobrogea i Rumænien) omkring år 470. Hans tilnavn "Exiguus" (den beskedne) var selvvalgt som udtryk for ydmyghed. Han flyttede til Rom som ung munk og blev kendt for sine omfattende kundskaber inden for både kirkelige og verdslige emner.

## Betydning

### Anno Domini-systemet
Dionysius´ mest varige bidrag til verdenshistorien var introduktionen af Anno Domini-dateringssystemet i 525. Dette system, som tæller årene fra Kristi formodede fødselsår, blev udviklet som led i hans arbejde med at beregne påskedatoer. Selvom systemet først blev almindeligt anvendt flere århundreder senere, danner det grundlag for den moderne vestlige kalender.
Før vor tidsregning blev taget i anvendelse, betegnede man som regel det enkelte år efter herskerens regeringsår, f.eks. som "Kejser Tiberius´ 15. regeringsår". Først med Dionysius begyndte man man at bruge Jesu fødsel som udgangspunkt for tidsregningen. Dionysius lavede samtidig en beregning af, hvornår Jesus (Kristus) blev født. Han kom frem til, at Jesus blev født den 25. december i år 1 før f.Kr. - altså kun 7 dage før tidsregningens præcise udgangspunkt. Tidsregningen fik dermed et fast defineret udgangspunkt, som har været gældende lige siden dengang. Senere videnskabelig forskning har dog vist, at Jesus ikke kan være født i det år, som Dionysius kom frem til. Men udgangspunktet ligger alligevel fast, nemlig ved overgangen fra 31. december år 1 f.Kr. til 1. januar år 1 e.Kr.

### Kanonisk ret
Dionysius var også en betydningsfuld oversætter af græske kirkelige tekster til latin. Han samlede og oversatte en vigtig samling af kirkelige love og forordninger, kendt som Collectio Dionysiana, som fik stor indflydelse på udviklingen af den katolske kirkes kanoniske ret.

## Matematiske arbejder og almanakberegninger
Som almanakberegner arbejdede Dionysius med komplekse kalenderberegninger. Han videreudviklede den alexandrinske metode til beregning af påskedatoer og skabte tabeller, der forudsagde påskens placering mange år frem i tiden.

## Arv
Selvom Dionysius' beregning af Kristi fødselsår senere har vist sig at være unøjagtig med mindst fire år, har hans dateringssystem vist sig særdeles holdbart. Hans arbejde med kirkeret og kalenderberegning havde afgørende betydning for middelalderens kirke og videnskab, og hans indflydelse mærkes stadig i dag gennem den fortsatte brug af AD-årstællingen og dens sekulære variant CE (Common Era).